# Джамалутдинов, Камиль Алиевич
Камиль Алиевич Джамалутдинов (15 августа 1979, Муги, Акушинский район, Дагестанская АССР, СССР) — российский боксёр-любитель, заслуженный мастер спорта России, призёр Олимпийских игр 2000 года и чемпионата мира 1999 года. Выступал в легчайшей и полулёгкой весовых категориях.

## Карьера боксёра
С шестилетнего возраста под руководством старшего брата занимался борьбой, потом в десять лет решил записаться в борцовскую секцию в городе Слободской, но она в тот день была закрыта, поэтому молодой спортсмен решил попробовать себя в соседней секции бокса и стал подопечным местного специалиста Анатолия Евгеньевича Бакулева, с которым впоследствии тренировался на протяжении всей своей спортивной карьеры. По словам наставника, «с самого начала у него были хорошие предпосылки. Это был целеустремлённый, честолюбивый, но послушный спортсмен, всегда слушал, что говорят старшие, и в любой ситуации старался быть первым». Кроме того, позже к его тренерскому штабу присоединился московский тренер Владимир Александрович Лавров.
Первого серьёзного успеха на взрослом международном уровне Джамалутдинов добился в сезоне 1999 года, когда вошёл в основной состав российской национальной сборной и побывал на чемпионате мира Хьюстоне, откуда привёз награду серебряного достоинства, выигранную в легчайшей весовой категории — единственное поражение потерпел в финале от румына Георги Олтяну. По итогам сезона его наставнику Анатолию Бакулеву было присвоено звание заслуженного тренера России.
Благодаря череде заслуженных побед Камиль Джамалутдинов удостоился права защищать честь страны на летних Олимпийских играх 2000 года в Сиднее — в полулёгком весе сумел дойти здесь до стадии полуфиналов (проиграл американцу Рикардо Хуаресу) и завоевал тем самым бронзовую олимпийскую медаль. За выдающиеся достижения на международной арене был удостоен почётного звания «Заслуженный мастер спорта России».

## Образование
В 1996 году окончил школу в Кирове. В 2005 году окончил Северо-Кавказский филиал Российской правовой академии в Махачкале.

## Наследие
В Кирове в 2002 году открыт Центр бокса имени Камиля Джамалутдинова.